# Монастырь (Архангельская область)
Монасты́рь — деревня в Плесецком районе Архангельской области России. Входит в состав муниципального образования «Тарасовское». Часть села Тарасово.

## Этимология
Происхождение названия не известно, так как монастыря на данной территории никогда не существовало.

## География
Деревня находится на холмистом берегу озера Монастырское, у впадения в него реки Перечега (приток Пуксы). Располагается напротив деревни Гришина, в которую ведет пешеходный мостик. В саму деревню ведёт грунтовая дорога.

## История
Деревня впервые упоминается в 1556 году в «Платежнице Я.Сабурова и И.Кутузова». По местому преданию в деревне находится татаро-монгольское кладбище, оставшееся после варварских набегов. В годы Гражданской войны деревня сильно пострадала от артатак.

## Население
| 2002 | 2010 | 2012 |
| ---- | ---- | ---- |
| 0    | →0   | →0   |

Около 20 человек имеют дачи.

## Инфраструктура
В деревне установлен таксофон. Ко всем жилым домам проведено электричество.